# Komisariat Straży Celnej „Rafajłowa”

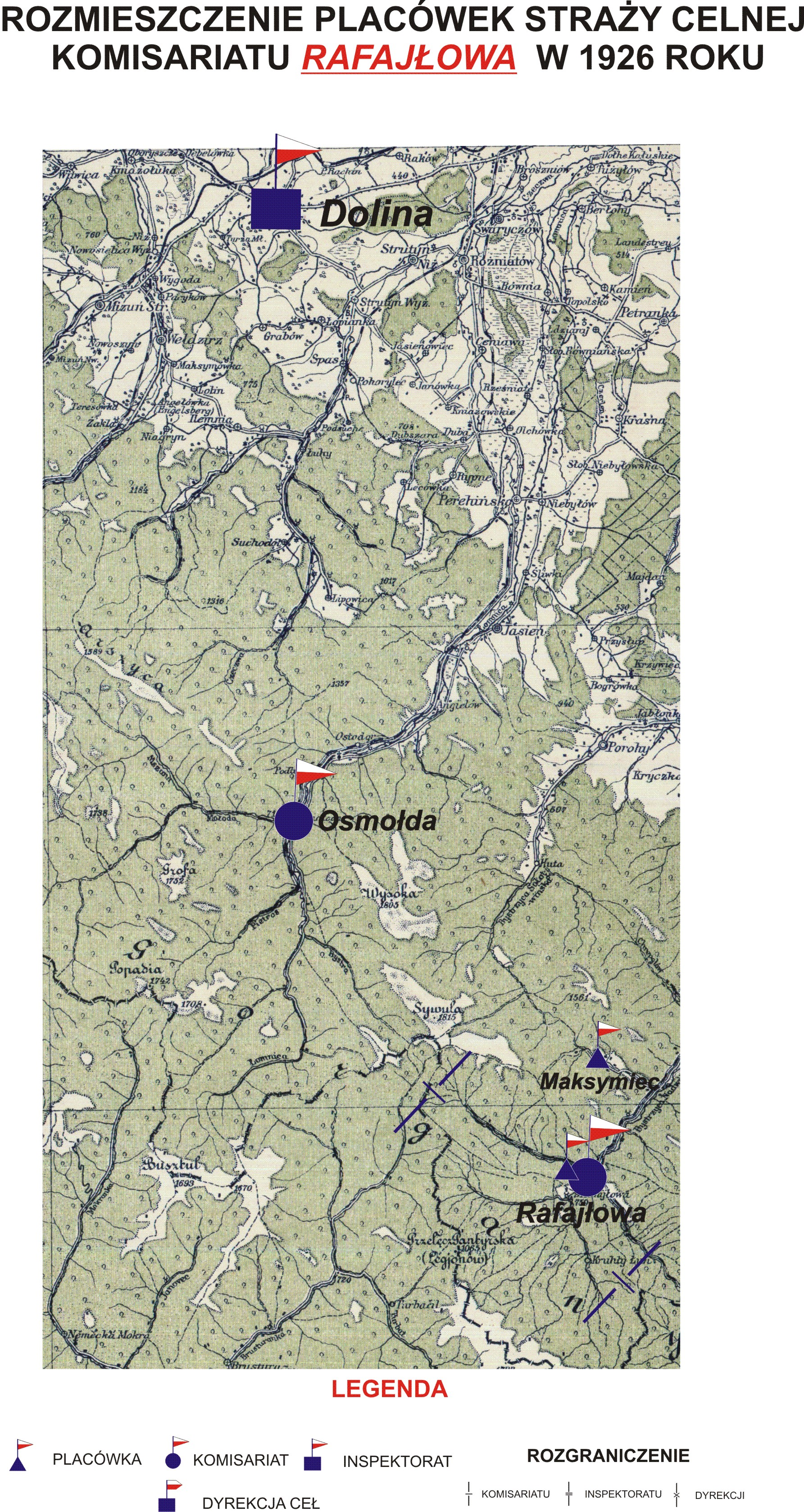
Rozmieszczenie placówek SC Komisariatu Rafajłowa w 1926 r.

Komisariat Straży Celnej „Rafajłowa” – jednostka organizacyjna Straży Celnej pełniąca służbę ochronną na granicy polsko-czechosłowackiej w latach 1921–1928.

## Formowanie i zmiany organizacyjne
Na wniosek Ministerstwa Skarbu, uchwałą z 10 marca 1920 roku, powołano do życia Straż Celną. Od połowy 1921 roku jednostki Straży Celnej rozpoczęły przejmowanie odcinków granicy od pododdziałów Batalionów Celnych. Proces tworzenia Straży Celnej trwał do końca 1922 roku. Komisariat Straży Celnej „Rafajłowa”, wraz ze swoimi placówkami granicznymi, wszedł w podporządkowanie Inspektoratu Straży Celnej „Dolina”.
W drugiej połowie 1927 roku przystąpiono do gruntownej reorganizacji Straży Celnej. W praktyce skutkowało to rozwiązaniem tej formacji granicznej. Rozporządzeniem Prezydenta Rzeczypospolitej Polskiej Ignacego Mościckiego z 22 marca 1928 roku w jej miejsce powoływano z dniem 2 kwietnia 1928 roku Straż Graniczną.
Rozkazem nr 5 z 16 maja 1928 roku w sprawie organizacji Małopolskiego Inspektoratu Okręgowego dowódca Straży Granicznej gen. bryg. Stefan Pasławski powołał komisariat Straży Granicznej „Nadwórna”, który przejął ochronę granicy od rozwiązywanego komisariatu Straży Celnej. Kolejnym rozkazem nr 6 z 8 września 1928 roku w sprawie organizacji Małopolskiego Inspektoratu Okręgowego podpisanym w zastępstwie przez mjr. Wacława Szpilczyńskiego dowódca Straży Granicznej powołał na tym terenie samodzielny podkomisariat SG „Rafajłowa”.

## Służba graniczna
Sąsiednie komisariaty
- komisariat Straży Celnej „Osmołoda”  ⇔ komisariat Straży Celnej „Jabłonica” − 1926

## Funkcjonariusze komisariatu
Obsada personalna w 1926:
- kierownik komisariatu – komisarz Stanisław Górnicki
- pomocnik kierownika komisariatu – starszy przodownik Feliks Malcherek (6)

## Struktura organizacyjna
Organizacja komisariatu w 1926 roku:
- komenda – Rafajłowa
- placówka Straży Celnej „Rafajłowa”
- placówka Straży Celnej „Maksymiec”